# Ackelia Smith
Ackelia Smith (née le 5 février 2002) est une athlète jamaïcaine, spécialiste du saut en longueur et  du triple saut.

## Biographie
Elle se révèle lors de la saison 2022 en remportant son premier titre de championne de Jamaïque, dans l'épreuve du saut en longueur, avec la marque de 6,56 m. Aux championnats du monde 2022 à Eugene, elle atteint la finale du triple saut et se classe 12e et dernière du concours après avoir établi un record personnel lors des qualifications avec 14,36 m. Deux semaines plus tard, lors des Jeux du Commonwealth de Birmingham, elle se classe 7e du saut en longueur et 6e du triple saut.
Le 13 mai 2023 à Norman, elle dépasse pour la première fois de sa carrière les 7 mètres au saut en longueur (7,08 m).

## Palmarès

### International
| Date | Compétition           | Lieu       | Résultat | Épreuve     | Marque  |
| ---- | --------------------- | ---------- | -------- | ----------- | ------- |
| 2022 | Championnats du monde | Eugene     | 12e      | Triple saut | 13,90 m |
| 2022 | Jeux du Commonwealth  | Birmingham | 7e       | Longueur    | 6,55 m  |
| 2022 | Jeux du Commonwealth  | Birmingham | 6e       | Triple saut | 13,83 m |
| 2023 | Championnats du monde | Budapest   | 11e      | Longueur    | 6,51 m  |
| 2024 | Jeux olympiques       | Paris      | 8e       | Longueur    | 6,66 m  |
| 2024 | Jeux olympiques       | Paris      | 7e       | Triple saut | 14,42 m |

### National
- Championnats de Jamaïque :
  - vainqueur du saut en longueur en 2022

## Records
| Épreuve          | Épreuve   | Marque  | Lieu        | Date         |
| ---------------- | --------- | ------- | ----------- | ------------ |
| Saut en longueur | Plein air | 7,08 m  | Norman      | 13 mai 2023  |
| Saut en longueur | En salle  | 6,88 m  | Albuquerque | 11 mars 2023 |
| Triple saut      | Plein air | 14,54 m | Austin      | 10 juin 2023 |
| Triple saut      | En salle  | 14,29 m | Albuquerque | 10 mars 2023 |